# Euphyia confusaria
Euphyia confusaria är en fjärilsart som beskrevs av Otto Staudinger 1870. Euphyia confusaria ingår i släktet Euphyia och familjen mätare. Inga underarter finns listade i Catalogue of Life.